# Bisdom Chilpancingo-Chilapa
Het bisdom Chilpancingo-Chilapa (Latijn: Dioecesis Chilpancingensis-Chilapensis) is een rooms-katholiek bisdom met als zetels Chilpancingo en Chilapa de Álvarez, in Mexico. Het bisdom is suffragaan aan het aartsbisdom Acapulco. 

## Geschiedenis
Het bisdom werd opgericht op 16 maart 1863, als het bisdom Chilapa, uit delen van de aartsbisdommen Michoacán en México en het bisdom Tlaxcala, en was suffragaan aan het aartsbisdom México. Op 10 februari 1983 wisselde het van kerkprovincie en werd suffragaan aan het nieuw verheven aartsbisdom Acapulco. Op 20 oktober 1989 veranderde het van naam naar bisdom Chilpancingo-Chilapa. 

## Parochies
Het bisdom had in 2021 een oppervlakte van 19.860 km2 en telde 1.600.200 inwoners waarvan 64,5% rooms-katholiek was.

## Bisschoppen
- Ambrosio María Serrano y Rodriguez (19 maart 1863 - 8 februari 1875)
- Tomás Barón y Morales (7 april 1876 - 25 september 1882)
- Buenaventura del Purísimo Corazón de María Portillo y Tejeda (25 september 1882 - 27 mei 1889)
- José Ramón Ibarra y González (30 december 1889 - 13 mei 1902)
- José Homobono Anaya y Gutiérrez (9 november 1902 - 10 december 1906)
- Francisco Maria Campos y Angeles (12 oktober 1907 - 5 januari 1923)
- José Guadalupe Ortíz y López (8 juni 1923 - 26 maart 1926)
- Leopoldo Díaz y Escudero (4 november 1929 - 24 november 1955)
- Alfonso Tóriz Cobián (12 januari 1956 - 20 maart 1958; coadjutor sinds 24 augustus 1954)
- Fidel Cortés Pérez (18 december 1958 - 14 augustus 1982)
- José María Hernández González (18 februari 1983 - 18 november 1989)
- Efrén Ramos Salazar (30 oktober 1990 - 19 februari 2005)
- Alejo Zavala Castro (19 november 2005 - 20 juni 2015)
- Salvador Rangel Mendoza (20 juni 2015 - 11 februari 2022)
- José de Jesús González Hernández (11 februari 2022 - heden)

## Galerij van afbeeldingen

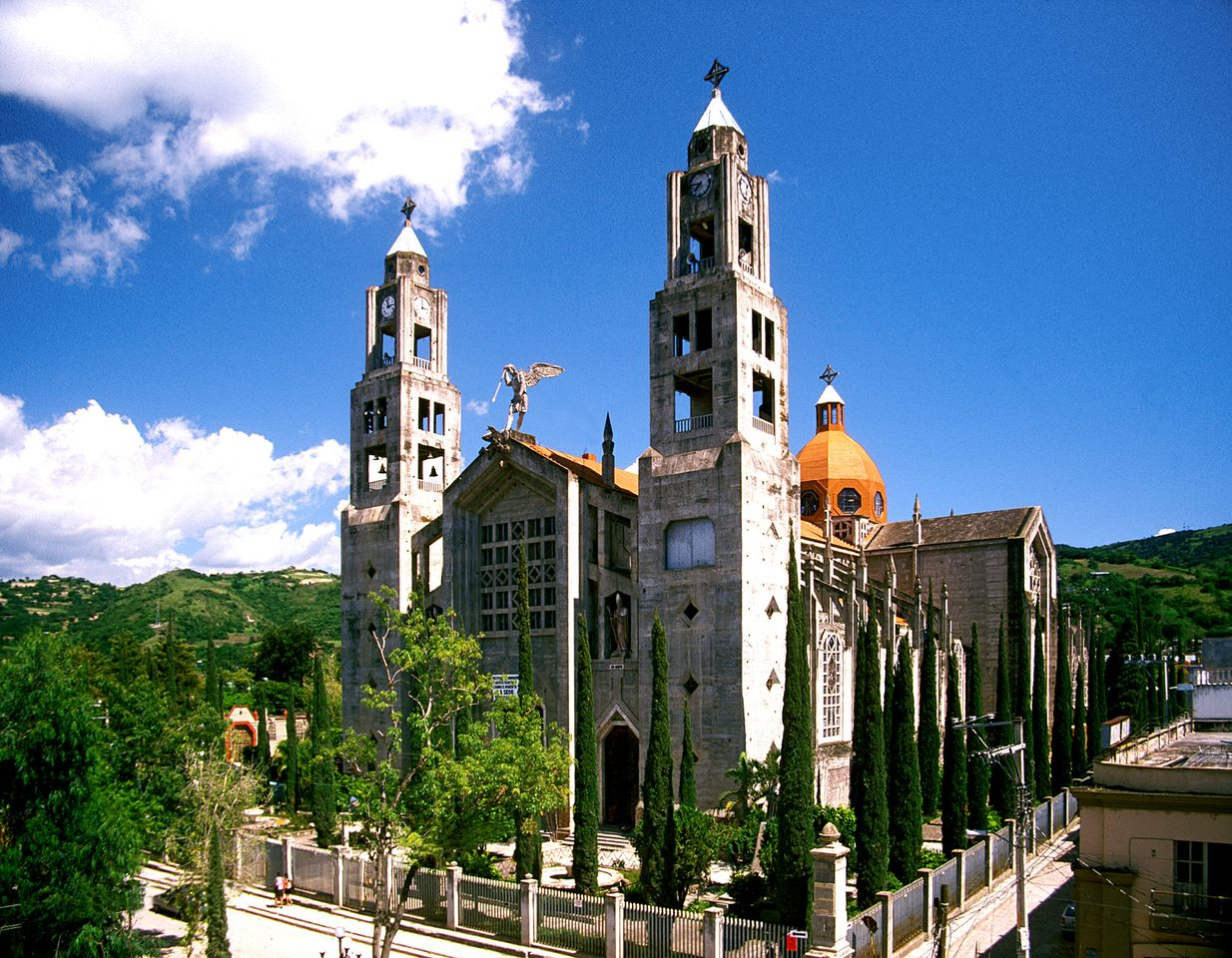
Cokathedraal van Chilapa
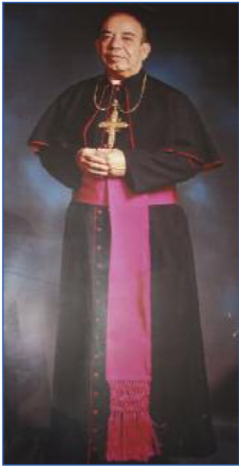
Bisschop José María Hernández González
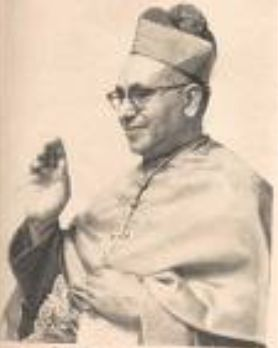
Bisschop Alfonso Toriz Cobían

Acapulco (aartsbisdom) · Chilpancingo-Chilapa · Ciudad Altamirano · Tlapa